# 4231 Fireman
4231 Fireman eller 1976 WD är en asteroid i huvudbältet som upptäcktes den 20 november 1976 av Harvard College Observatory. Den är uppkallad efter Edward L. Fireman.
Asteroiden har en diameter på ungefär 13 kilometer.